# Leucanopsis mancina
Leucanopsis mancina là một loài bướm đêm thuộc phân họ Arctiinae, họ Erebidae.